# بیهوش‌کننده

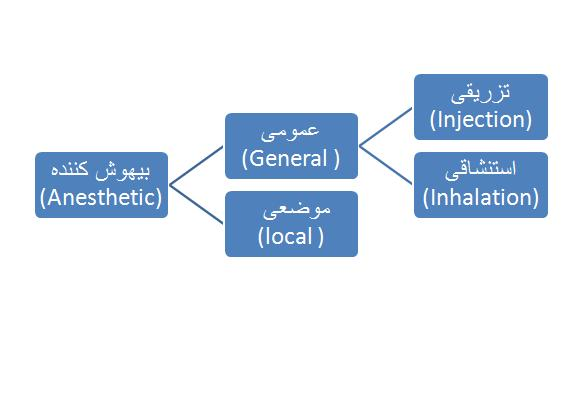

بیهوش‌کننده‌‌ها داروهایی هستند که باعث بیهوشی شده، یا به‌صورت موقت و برگشت‌پذیر باعث از بین رفتن حس می‌شوند. در صورتی که داروهای ضددرد، درد را بدون از بین بردن هشیاری کاهش می‌دهند، از این نظر این دو نوع دارو با یکدیگر تفاوت دارند.
داروهای بیهوش‌کننده به‌طور کلی به دو دسته تقسیم‌بندی می‌شوند. داروهای بیهوش‌کنندهٔ عمومی که به‌صورت برگشت‌پذیر باعث از بین رفتن هشیاری می‌شوند و داروهای بی‌حسی موضعی که به‌صورت برگشت‌پذیر باعث از بین رفتن احساس در یک منطقه از بدن می‌شوند، بدون این‌که هشیاری فرد تحت تأثیر قرار بگیرد.
گاهی ترکیب داروهای بیهوشی به‌دلیل افزایش قدرت یکدیگر در کنار هم استفاده می‌شود.

## داروهای بی‌حسی موضعی
شامل داروهای زیر هستند:
- پروکایین
- تتراکائین
- کوکائین
- لیدوکائین
- پریلوکائین
- بوپیواکائین یا مارکائین
- لووبوپیواکائین
- روپیواکائین
- مپیواکائین
- سینچوکائین یا دیبوکائین
- اتیدوکائین

داروهای بی‌حس‌کنندهٔ موضعی موادی هستند که از انتقال تکانه‌های عصبی در اعصاب جلوگیری می‌کنند بدون این‌که هشیاری فرد تحت تأثیر قرار گیرد. داروهای بی‌حس‌کنندهٔ موضعی، خود به دو دستهٔ آمیدی و استری تقسیم‌بندی می‌شوند.

### استری
این دستهٔ دارویی شامل پروکائین، تتراکائین، کوکائین و بنزوکائین است. این گروه دارویی در محلول‌ها ناپایدار بوده اما سریع‌الاثر هستند و احتمال واکنش‌های آلرژیک با این گروه دارویی بیشتر است.

### آمیدی
این دستهٔ دارویی شامل لیدوکائین، پریلوکائین، بوپیواکائین یا مارکائین، اتیدوکائین، لووبوپیواکائین، روپیواکائین، مپیواکائین و دیبوکائین است. این گروه دارویی دارای تاریخ انقضای طولانی (حدود ۲ سال) بوده و به نسبت گروه استری، شروع اثر آهسته‌تر و نیمه‌عمر طولانی‌تری دارند. این داروها معمولاً برای بی‌حسی منطقه‌ای، اسپاینال و اپیدورال استفاده می‌شوند.

## داروهای بیهوشی

### استنشاقی
شامل داروهای زیر است:
- دسفلوران
- بی‌حس‌کنندهٔ موضعیانفلوران
- هالوتان
- ایزوفلوران
- متوکسی فلوران
- دی نیتروژن مونوکسید
- سووفلوران
- زنون

داروهای بیهوشی استنشاقی تبخیری، داروهای با فرمول آلی بوده که در دمای اتاق به شکل مایع هستند و با قرار گرفتن در دستگاه تبخیرکننده به شکل گاز در می‌آیند و می‌توان از آن‌ها برای القای بیهوشی یا به عنوان داروی نگهدارنده حین بیهوشی استفاده کرد. دی‌نیتروژن مونوکسید و زنون در دمای اتاق به شکل گاز هستند بنابراین در دستهٔ داروهای تبخیری قرار نمی‌گیرند.
داروهای بیهوشی تبخیری ایده‌آل و گاز بیهوشی نباید قابلیت اشتعال و انفجار داشته باشند و همچنین باید قابلیت حل در چربی را داشته باشند. این داروها نباید محرک راه هوایی بیمار بوده و نباید اثرات سمی بر ارگان‌های بدن داشته باشند. تمام داروهای بیهوشی استنشاقی مورد استفاده در حال حاضر هیچ‌کدام از شرایط فوق را ندارد، به این دلیل هیچ‌کدام به‌صورت کاملاً امن در نظر گرفته نمی‌شوند، این خطرات ذاتی و واکنش‌های دارویی می‌تواند برای هر بیمار اتفاق بیافتد.
داروهای بیهوشی استنشاقی که به‌صورت گسترده در حال استفاده هستند شامل ایزوفلوران، دسفلوران، سووفلوران و دی‌نیتروژن مونوکسید هستند. دی‌نیتروژن مونوکسید در حال حاضر به‌عنوان داروی کمکی و همراه سایر داروها استفاده می‌شود و به‌دلیل داشتن پتانسیل بالا، تبدیل به قدیمی‌ترین داروی بیهوشی شده‌است. این دارو به تنهایی توانایی بیهوشی ندارد و به‌صورت مداوم با سایر داروها برای بیهوشی ترکیب می‌شود. هالوتان ماده‌ای است که در سال ۱۹۵۰ معرفی شد، این دارو به‌دلیل کاستی‌هایی که داشت، در بیهوشی مدرن با داروهای دیگر جایگزین شد.
از نظر تئوری از تمام داروهای بیهوشی استنشاقی می‌توان در القا و نگهداری بیهوشی استفاده کرد. به هر حال اغلب داروهای بیهوشی هالوژنه باعث آزار در راه هوایی می‌شوند از جمله سرفه، لارنگواسپاسم و به‌صورت کلی القای بیهوشی سخت می‌شود.
قدرت داروهای بیهوشی تبخیری با میزان محلول بودن آن‌ها در چربی رابطهٔ مستقیم دارد.

### داروهای وریدی
این دسته شامل داروهای تزریق وریدی است که می‌توان برای بیهوشی یا آرام‌بخشی از آن‌ها استفاده کرد. این دست به‌صورت کلی عبارت‌اند از:
- بابیتورات‌ها
  - آموباربیتال
  - متوهگزیتال
  - تیامیلال
  - تیوپنتال سدیم
- بنزودیازپین‌ها
  - دیازپام
  - لورازپام
  - میدازولام
- اتومیدیت
- کتامین
- پروپوفول

دو داروی تیوپنتال سدیم و متوهگزیتال بسیار سریع‌الاثر بوده و برای القا و نگهداری بیهوشی استفاده می‌شوند. به هر حال این داروها خواص ضددرد ندارند و باید به همراه سایر داروهای ضددرد استفاده شوند. از بنزودیازپین‌ها می‌توان در ایجاد آرام‌بخشی قبل و بعد از جراحی استفاده کرد. همچنین می‌توان در هنگام بیهوشی نیز از این دستهٔ دارویی استفاده کرد که در این هنگام داروی میدازولام ارجح است. بنزودیازپین‌ها معمولاً در زمانی که بیمار نیاز به آرام‌بخشی دارد اما نیازی به بیهوشی عمومی نیست استفاده می‌شود، این داروها نیز همانند باربیتورات‌ها اثرات ضددرد ندارند.
پروپوفول شایع‌ترین داروی وریدی است که برای القا و نگهداری بیهوشی استفاده می‌شود. همچنین از این دارو می‌توان برای ایجاد آرام‌بخشی در بخش مراقبت‌های ویژه استفاده کرد.

## ضددردهای مخدر تزریقی
در حالی که داروهای مخدر توانایی ایجاد بیهوشی را دارند اما به دلیل عوارض جانبی از این دسته دارویی برای ایجاد بیهوشی استفاده نمی‌کنند.زمان زیادی است که این داروها به‌صورت مداوم همراه سایر داروهای بیهوشی (داروهای بیهوشی تزریقی یا استنشاقی) استفاده می‌شوند. این داروها برای کاهش درد قبل، حین و بعد از جراحی استفاده می‌شوند.
در زیر داروهای مخدر با شروع اثر سریع، طول اثر کوتاه و مورد استفاده در بیهوشی معرفی می‌گردند:
- آلفنتانیل
- فنتانیل
- رمی فنتانیل
- سوفنتانیل

داروهای زیر شروع اثر کندتر، طول اثر طولانی‌تر داشته و برای کاهش درد بعد از جراحی استفاده می‌شود
- بوپرنورفین
- بوترفانول
- هروئین
- هیدرومورفین
- لوورفانول
- پتیدین
- متادون
- مرفین
- نالبوفین
- اکسی‌کدون
- اکسی مورفین
- پنتازوسین

## شل‌کنندهٔ عضلانی
داروهای شل‌کنندهٔ عضلانی گروهی از داروهای بیهوشی هستند که بعد از بیهوشی کردن بیمار برای فلج کردن عضلات جهت اینتوباسیون و جراحی استفاده می‌شود. این داروها خاصیت ضددرد و بیهوش‌کننده ندارند.
داروهای شل‌کنندهٔ عضلانی دپلاریزان
- سوکسینیل کولین
- دکامتونیوم

داروهای شل‌کننده‌ی عضلانی غیردپلاریزان
- سریع‌الاثر
  - میواکوریوم
  - راپاکوریوم
- متوسط‌الاثر
  - آتراکوریوم
  - سیس آتراکوریوم
  - روکرونیوم
  - وکرونیوم
- طولانی‌اثر
  - آلکرونیوم
  - دوکساکریوم
  - گالامین
  - متوکورین
  - پانکورونیوم
  - پیپ کرونیوم
  - توبوکورارین

### اثرات جانبی
برای داروهای شل‌کننده‌ی عضلانی دپلاریزان، اثرات زیر قابل بیان است:
- هایپرکالمی (افزایش پتاسیم خون) - افزایش پتاسیم به میزان ۰٫۵ ایکی والان در لیتر طبیعی است و مشکلی ایجاد نمی‌کند دقیقاً مانند بیماری نارسایی کلیه
- درد عضلانی - در بیماران جوان رایج است.
- کاهش ضربان قلب - مخصوصاً با تکرار تزریق
- هایپرترمی بدخیم

برای داروهای شل‌کننده‌ٔ عضلانی غیردپلاریزان اثرات زیر قابل بیان است:
- آزادسازی هیستامین برای دو داروی آتراکوریوم و میواکرویوم
- شوک آنافیلاکسی